# Strada statale 10 (Polonia)
La strada statale 10 (sigla DK 10, in polacco droga krajowa 10) è una strada statale polacca che attraversa il Paese da Lubieszyn a Płońsk.